# WISE 0350−5658
WISE J035000.32−565830.2 (designação abreviada para WISE 0350−5658) é uma anã marrom de classe espectral Y1, localizada na constelação de Reticulum, é a mais próxima estrela/anã marrom conhecida nesta constelação. Ela está localizada a aproximadamente 11,2 anos-luz da Terra, sendo um dos vizinhos mais próximos do Sol.

## Descoerta
Esta anã marrom foi descoberta em 2012 por J. Davy Kirkpatrick e colegas a partir de dados coletados pelo Wide-field Infrared Survey Explorer (WISE), no infravermelho em um comprimento de onda de 40 cm, cuja missão durou de dezembro de 2009 a fevereiro de 2011. Em 2012 Kirkpatrick et al. publicou um artigo no The Astrophysical Journal, onde apresentou a descoberta de sete novas anãs marrons de tipo espectral Y que tinham sido encontrados pelo WISE, entre os quais estava a WISE 0350-5658.